# 米利沃耶·斯托亚诺维奇
米利沃耶·斯托亚诺维奇（1873年9月18日—1914年12月4日）是一名塞尔维亚指挥官，指挥了巴尔干战争和世界大战的巴尔干战线的战事。
他在科卢巴拉战役中阵亡后，塞尔维亚作曲家斯坦尼斯拉夫·比尼茨基为纪念他而创作了《向德里纳河进军》。

## 生平
斯托亚诺维奇以第二十二名的成绩毕业于军事学院之后，于1892年成为一名步兵中尉将领。
在斯托亚诺维奇指挥之下，第十二团征服拉伊坎斯基山后，这座山作为布雷加尔尼察战役胜利的关键目标。第一军司令亚历山大一世王储对第十二团的表现非常满意，因此亚历山大一世王储亲自找到斯托亚诺维奇，并向他表示祝贺，并从他胸前摘下卡拉喬爾傑之星勋章（带剑），然后亲自贴在斯托扬诺维奇的胸前。

## 死亡和遗产
在1914年的第一次世界大战中，他率领第二军团参加了策爾戰役并表现优异。在科卢巴拉战役中，他作为军团的指挥官也表现出色。在科卢巴拉战役中，他感染了肺炎。斯托亚诺维奇虽然身患重病，但还是亲自率领军团发起了新的攻势，那次克雷梅尼察被攻克，战役以塞尔维亚胜利为结束并使得奥匈帝国为此而蒙羞，然而斯托扬诺维奇却在战斗之中被杀。 《向德里纳河进军》就是为了纪念他而创作的。
一家名为《前线》的专门介绍第一次世界大战的漫画出版社出版了专门讲述了斯托亚诺维奇和他在科卢巴拉战役中阵亡的漫画书《铁》。
在电影《塞尔维亚国王彼得一世》中，斯托亚诺维奇由演员德拉甘·波扎·马里亚诺维奇所扮演。

## 引用文献
1. ↑  Politika. . 2014-12-12  [2020-02-12]. （原始内容存档于2021-12-11） （塞尔维亚语）.
2. ↑  Intermagazin.rs. . 2014-12-14  [2020-02-12]. （原始内容存档于2022-02-16） （塞尔维亚语）.
3. ↑  "Lični dnevnik Komandanta XII peš.p. "Cara Lazara" I poz." od 19.06.1913. (in Serbian)
4. ↑  . Srpska istorija.   [2016-11-30]. （原始内容存档于2022-08-12）.
5. ↑  .   [2021-12-11]. （原始内容存档于2021-11-13）.